# 보비 빈턴

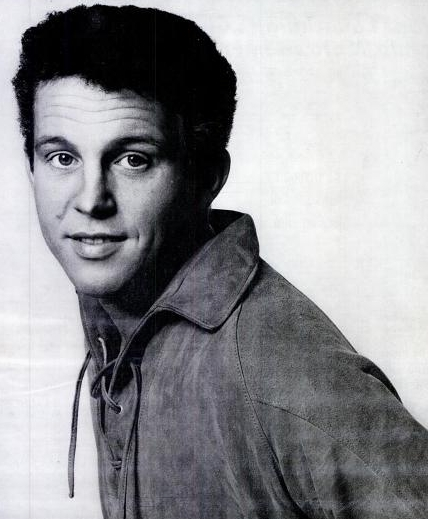

보비 빈턴(Bobby Vinton, 1935년 4월 16일 ~ )은 미국의 가수이다. 페리 코모와 같은 고향인 펜실베이니아주 캐논스버그에서 태어났다. 고교 졸업 후 가수가 되어 1962년에 에피크와 계약하였다. 데뷔곡인 〈눈물의 홍장미〉가 밀리언 셀러로 선정되면서 행운아가 되었다. 그 후 〈블루 온 블루〉, 〈미스터 론 리〉, 〈텔미 와이〉, 〈추억의 눈물〉 등 많은 인기곡을 내었다.